# 姜玉菓
姜玉菓（？—？），號荆璆，南直隶扬州府通州竈籍。明朝政治人物。

## 生平
天啓元年（1621年）辛酉科應天鄉試九十八名舉人，二年（1622年）壬戌科進士，通政司观政，三年授户部福建司主事，管临清钞关，六年升山东司员外，本年升衢州知府，天启七年（1627年）以顾汝翼案被削籍为民。崇祯初复官，后出知江西临江府。